# Tiñosillos
Tiñosillos es un municipio y localidad española de la provincia de Ávila, en la comunidad autónoma de Castilla y León. El término municipal, ubicado en la comarca de la Moraña, tiene una población de 756 habitantes (INE 2024).

## Toponimia
Topónimos semejantes hallamos en casos como Las Tiñosillas (Ciudad Real), Tiñosa Alta, Tiñosa Baja (Murcia), etc. Fuera de territorio español, el tipo toponímico se repite con abundancia en Italia: Monte Tignoso (Portoferraio), Tignoso (Cognaleto), Tognazza (Primiero), etc. El origen es el latín tineŏsu y derivados, con el significado de «escuálido, tiñoso, pobre».

## Geografía
Limita con los términos municipales de Pedro-Rodríguez, El Bohodón, Pajares de Adaja, Gutierre-Muñoz, Orbita, Arévalo y Nava de Arévalo. La localidad se encuentra situada a una altitud de 867 m sobre el nivel del mar.
| Noroeste: Nava de Arévalo | Norte: Arévalo  | Noreste: Orbita           |
| Oeste: Pedro-Rodríguez    |                 | Este: Gutierre-Muñoz      |
| Suroeste: El Bohodón      | Sur: El Bohodón | Sureste: Pajares de Adaja |

## Historia
En el siglo XIII constituía un núcleo de escasa importancia. En 1587 pertenecía a la parroquia de El Bodón y contaba con 28 vecinos.
Hacia mediados del siglo XIX, el lugar tenía contabilizada una población de 139 habitantes. Aparece descrito en el decimocuarto volumen del Diccionario geográfico-estadístico-histórico de España y sus posesiones de Ultramar de Pascual Madoz de la siguiente manera:

TIÑOSILLO: l. con ayunt. de la prov. y dióc. de Avila (6 leg.), part. jud. de Arévalo (3), aud. terr. de Madrid (18), c. g. de Castilla la Vieja (Valladolid 14). sit. en terreno llano, y en algun tanto húmedo, le combaten con mas frecuencia los vientos N. y O.; el clima es frio, padeciéndose por lo comun intermitentes y reumas. Tiene 40 casas; la de ayunt. que a la par sirve de cárcel; escuela de primeras letras, comun á ambos sexos, dotada con 30 fan. de trigo; una fuente y una igl. parr. (Ntra. Sra. del Rosario) aneja de la de Bohodon, cuyo párroco la sirve; el cementerio está en parage que no ofende la salud pública, y los vec. se surten de aguas para sus usos de un pozo, haciéndolo para el de los ganados de una laguna llamada Grande, y de otras dos mas pequeñas que no tienen nombre particular. Confina el térm. N. Arévalo; E. Pajares; S. Bohodon, y O. Pedro Rodríguez; se estiende 1/2 leg. poco mas ó menos en todas direcciones, y comprende 2 desp. titulados el Bodoncillo y San Mames, de los cuales se conservan un torreon en el primero, y algunos cimientos en el segundo; un pinar, el cual circuye la mayor parte de la pobl.; diferentes prados naturales con buenos pastos, y 800 fan. de tierra cultivada y 200 de inculta; le atraviesan los r. Adaja y Arevalillo; los que pasan el uno al E. y el otro al O., y ambos marchan de S. á N. El terreno es de inferior calidad. caminos: de herradura, que dirigen á los pueblos limítrofes. El correo se recibe en la cab. del part. prod.: trigo, cebada, centeno, algarrobas y legumbres, todo de mala calidad; mantiene ganado lanar basto y vacuno; cria caza de liebres, perdices y lobos, y alguna pesca menor, principalmente anguilas. ind.: la agrícola, 12 fáb. de cacharrería y carboneo. pobl.: 22 vec., 139 alm. cap. prod.: 225,175 rs. imp. 9,007. : 1,850. contr.: 3,958 rs. 24 maravedises.
(Madoz, 1849, p. 762)

Fue quizá uno de los centros alfareros abulenses perdidos más productivos, localizándose al final de la década de 1930 había hasta treinta alfarerías dedicadas a la producción de vasijas para agua, piezas para el fuego y tinajas.

## Demografía
Tiñosillos cuenta con una población de 756 habitantes (INE 2024).
| Gráfica de evolución demográfica de Tiñosillos entre 1842 y 2021                                                      |
| |
| Población de derecho según los censos de población del INE. Población de hecho según los censos de población del INE. |

## Símbolos
El escudo heráldico y la bandera que representan al municipio fueron aprobados oficialmente por decreto el 21 de enero de 1994. El escudo se blasona de la siguiente manera:

Escudo tipo español: En campo de oro, una bandera ondeada de azur y plata, acompañada de dos pinos en su color; bordura de sinople, cargada de cuatro espigas de oro, colocadas en los cantones del escudo, y alternadas de cuatro jarras de cerámica de plata, colocada en jefe, punta y francos del escudo. Timbrado con Corona Real.
Boletín Oficial de Castilla y León nº 29 de 11 de febrero de 1994

La descripción textual de la bandera es la siguiente:

Cortada a dos mitades por horizontal. Dimensiones: Rectangular; un metro de vaina, por dos metros de vuelo. Colores: Los mismos que el escudo; partición alta, de verde, y baja de oro; en el centro, el escudo del Municipio.
Boletín Oficial de Castilla y León nº 29 de 11 de febrero de 1994

## Fiestas
Las fiestas del municipio se celebran en octubre el primer domingo en honor a su patrona La Virgen del Rosario y el día 25 de abril su otro patrón San Marcos. Aparte de estas, también se celebran las fiestas de "San Queremos" el primer fin de semana de agosto[cita requerida] y las tradicionales "Pascuas Rosquilleras" celebradas en Semana Santa, de cuya organización se encargan Los Quintos, que cumplen mayoría de edad ese mismo año (así como las de San Marcos).[cita requerida]